# Mary Kay Place
Mary Kay Place (Tulsa, 23 settembre 1947) è un'attrice statunitense.

## Biografia
Place è nata a Tulsa, Oklahoma, figlia di Gwendolyn Lucille (nata Johnson) e Bradley Eugene Place. Si è diplomata alla Nathan Hale High School e all'Università di Tulsa, dove suo padre era un professore d'arte; inoltre, è stata un membro della confraternita Kappa Alpha Theta.
Vista tra il 2006 e il 2011 sul piccolo schermo in Big Love, nel corso della sua carriera è apparsa in diversi film in piccoli ruoli, tra i quali si ricordano Il grande freddo, Ember - Il mistero della città di luce, È complicato, Julie & Julia, Ragazze interrotte e L'uomo della pioggia - The Rainmaker.
Ha sceneggiato negli anni '70 alcuni episodi di M*A*S*H e girato un episodio di Friends.
Era anche Olive Warner nell'episodio 2 della seconda stagione di Grey's Anatomy intitolata "Superstizioni" del 2006, dove interpretava la tutrice del dottor Weber, che lo aveva seguito nel gruppo degli alcolisti anonimi.
Per la sua interpretazione in Diane (2018), Place ha vinto il Los Angeles Film Critics Association Award e il National Society of Film Critics Award, entrambi i premi come migliore attrice.

## Filmografia parziale

### Cinema
- Questa terra è la mia terra (Bound for Glory), regia di Hal Ashby (1976)
- New York, New York, regia di Martin Scorsese (1977)
- American Graffiti 2 (More American Graffiti), regia di Bill L. Norton (1979)
- Soldato Giulia agli ordini (Private Benjamin), regia di Howard Zieff (1980)
- Il grande freddo (The Big Chill), regia di Lawrence Kasdan (1983)
- Cambiar vita (A New Life), regia di Alan Alda (1988)[5]
- Finché dura siamo a galla (Captain Ron), regia di Thom Eberhardt (1992)
- L'uomo della pioggia - The Rainmaker (The Rainmaker), regia di Francis Ford Coppola (1997)
- Essere John Malkovich (Being John Malkovich), regia di Spike Jonze (1999)
- Ragazze interrotte (Girl, Interrupted), regia di James Mangold (1999)
- Tutta colpa dell'amore (Sweet Home Alabama), regia di Andy Tennant (2002)
- Latter Days - Inguaribili romantici (Latter Days), regia di C. Jay Cox (2003)
- Lonesome Jim, regia di Steve Buscemi (2005)
- Ember - Il mistero della città di luce (City of Ember), regia di Gil Kenan (2008)
- È complicato (It's Complicated), regia di Nancy Meyers (2009)
- Shrek e vissero felici e contenti (Shrek Forever After) (2010) - voce
- Smashed, regia di James Ponsoldt (2012)
- Bad Milo!, regia di Jacob Vaughan (2013)
- Miss Meadows, regia di Karen Leigh Hopkins (2014)
- Nei miei sogni (I'll See You in My Dreams), regia di Brett Haley (2015)
- The Hollars, regia di John Krasinski (2015)
- Ultimo viaggio in Oregon (Youth in Oregon), regia di Joel David Moore (2016)
- Diane, regia di Kent Jones (2018)
- The Prom, regia di Ryan Murphy (2020)
- Music, regia di Sia (2021)
- Il drago di mio padre (My Father's Dragon), regia di Nora Twomey (2022) - voce

### Televisione
- Tales of the City - miniserie TV, regia di Alastair Reid, 2 episodi (1993)
- West Wing - Tutti gli uomini del Presidente (The West Wing) - serie TV, episodio 2x15 (2000)
- Further Tales of the City - miniserie TV, regia di Pierre Gang, 3 episodi (2001)
- Grey's Anatomy - serie TV, episodio 2x21 (2006)
- Big Love – serie TV, 45 episodi (2006-2011)

## Doppiatrici italiane
Nelle versioni in italiano delle opere in cui ha recitato, Mary Kay Place è stata doppiata da:
- Graziella Polesinanti in Smashed, Big Love, 9-1-1: Lone Star
- Serena Verdirosi in Ragazze interrotte, Grey's Anatomy
- Sonia Scotti in Samantha - Il sorriso della vita, Ultimo viaggio in Oregon
- Anna Rita Pasanisi in Il grande freddo
- Melina Martello in L'uomo della pioggia
- Vanna Busoni in Essere John Malkovich
- Manuela Andrei in Tutta colpa dell'amore
- Barbara Castracane in È complicato
- Stefanella Marrama in Latter Days - Inguaribili romantici
- Cinzia De Carolis in Finché dura siamo a galla
- Anna Teresa Eugeni in La storia di Ruth, donna americana
- Ludovica Marineo in Nailed
- Roberta Pellini in Ember - Il mistero della città di luce
- Germana Dominici in Explorers
- Mirta Pepe in Music